# Hieracium erosulum
Hieracium erosulum es una especie de planta con flor del género Hieracium, de la familia Asteraceae, orden Asterales.

## Distribución
Hieracium erosulum se distribuye por España.

## Taxonomía
Fue descrita científicamente por Arv.-Touv. & G. Gaut. Fue publicada en Hieracioth. Hisp.